# Obrazki plamiste
Obrazki plamiste (Arum maculatum L.) – gatunek rośliny z rodziny obrazkowatych (Araceae Juss.). Występuje w przyatlantyckiej, środkowej i południowej Europie oraz w Turcji. W Polsce jest dość rzadki, występuje na Pomorzu Zachodnim. Potwierdzono go tam w czterech z czternastu znanych stanowisk: Niepołcko, Równo, Sitno, Wielgoszcz (dane na 2006 r.).

## Morfologia
PokrójByliny o wysokości do 40 cm.
ŁodygaWyprostowana, naga, o długości 14–40 cm. Część podziemna łodygi formuje bulwiaste, poziome kłącze dorastające do 6 cm długości.
LiścieTylko 2–3 liście odziomkowe, długoogonkowe, o dużej strzałkowatej blaszce, często z plamkami ciemnozielonymi, ciemnopurpurowymi lub białymi.
KwiatyRoślina jednopienna. Kwiatostan wyrasta na krótkim, niższym od ogonków liściowych pędzie kwiatostanowym. Kwiaty zebrane są w maczugowatą kolbę otuloną białozielonkawą pochwą kwiatostanową, poniżej środka przewężoną i trąbkowato zwiniętą. Pochwa niekiedy z plamami wewnątrz. Kwiaty w kolbie tworzą kwiatostan pułapkowy. Na kolbę składają się odcinki (od dołu): kwiatów żeńskich, prątniczek, kwiatów męskich, ponownie prątniczek i szczytowy wyrostek. Wyrostek jest fioletowopurpurowy lub żółty.
OwoceCzerwonopomarańczowe, 1–3 nasienne jagody skupione w owocostanie.

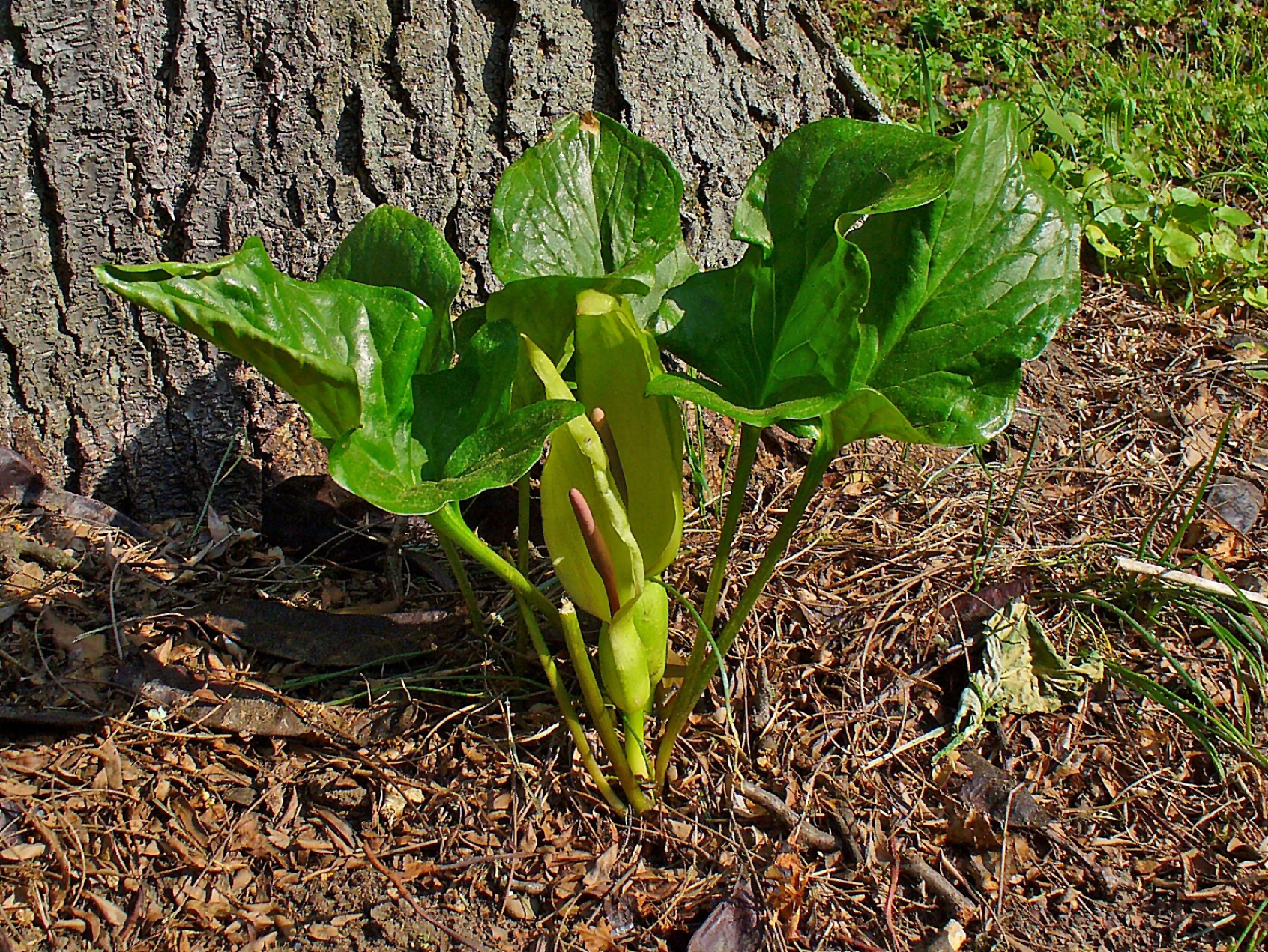
Pokrój
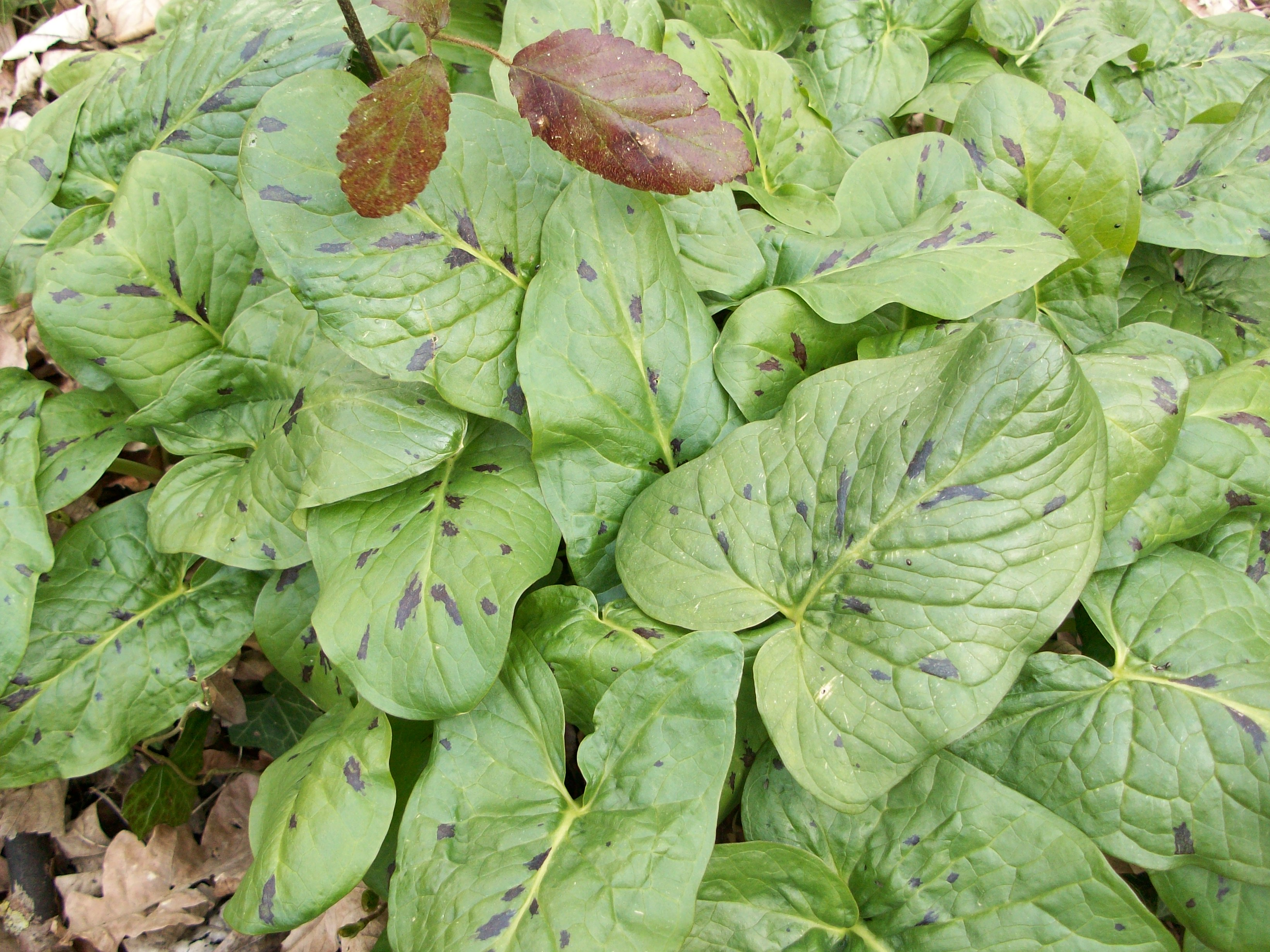
Liście
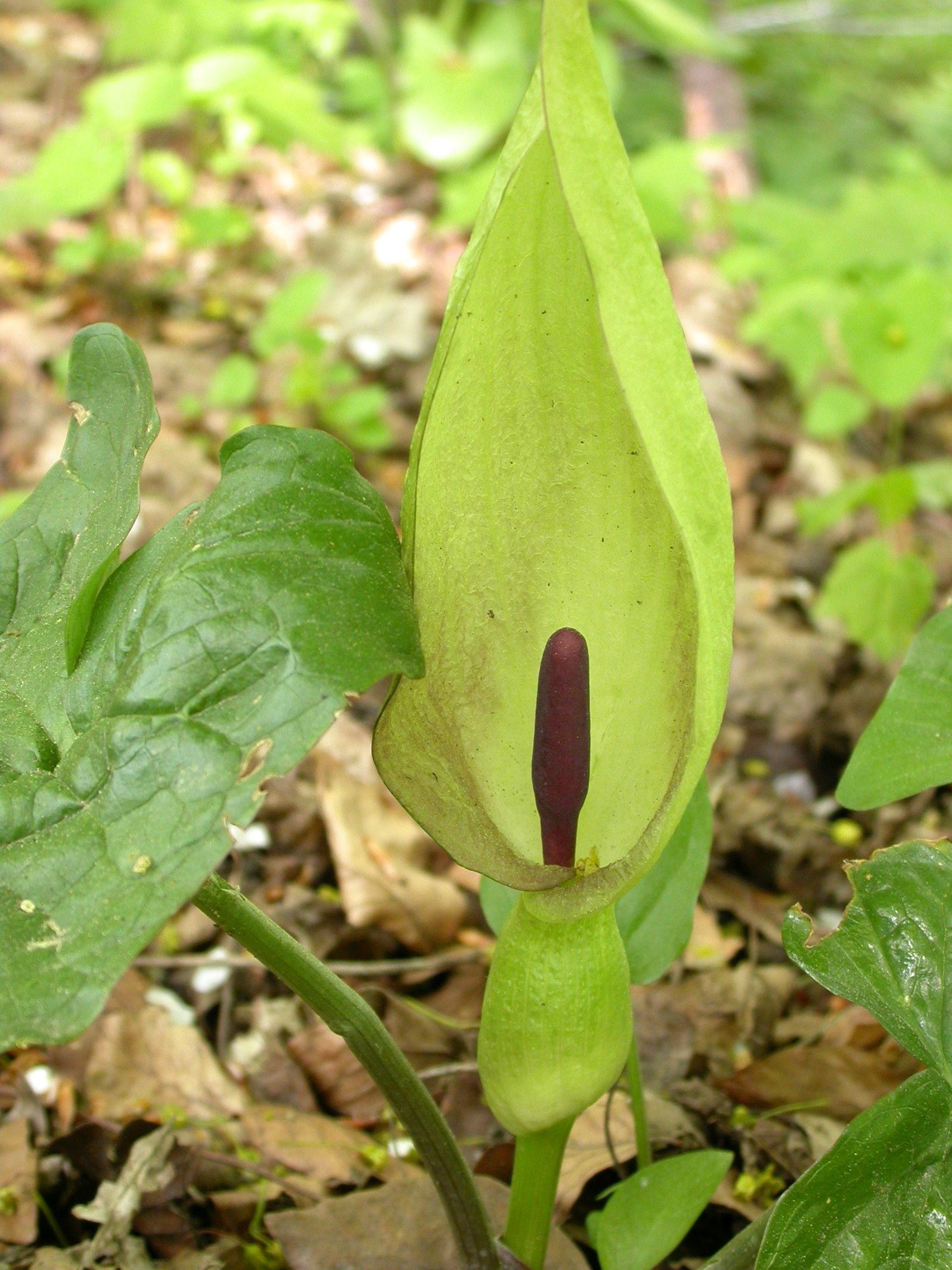
Kwiatostan
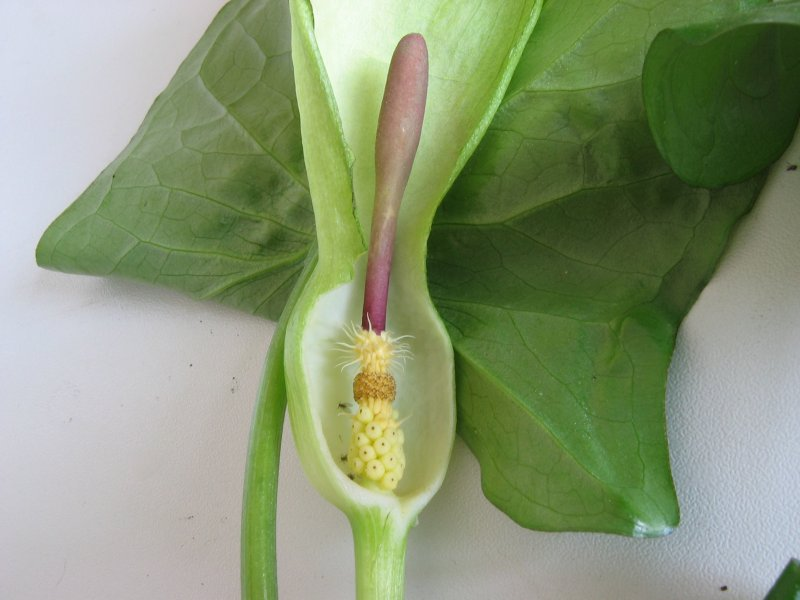
Kwiatostan
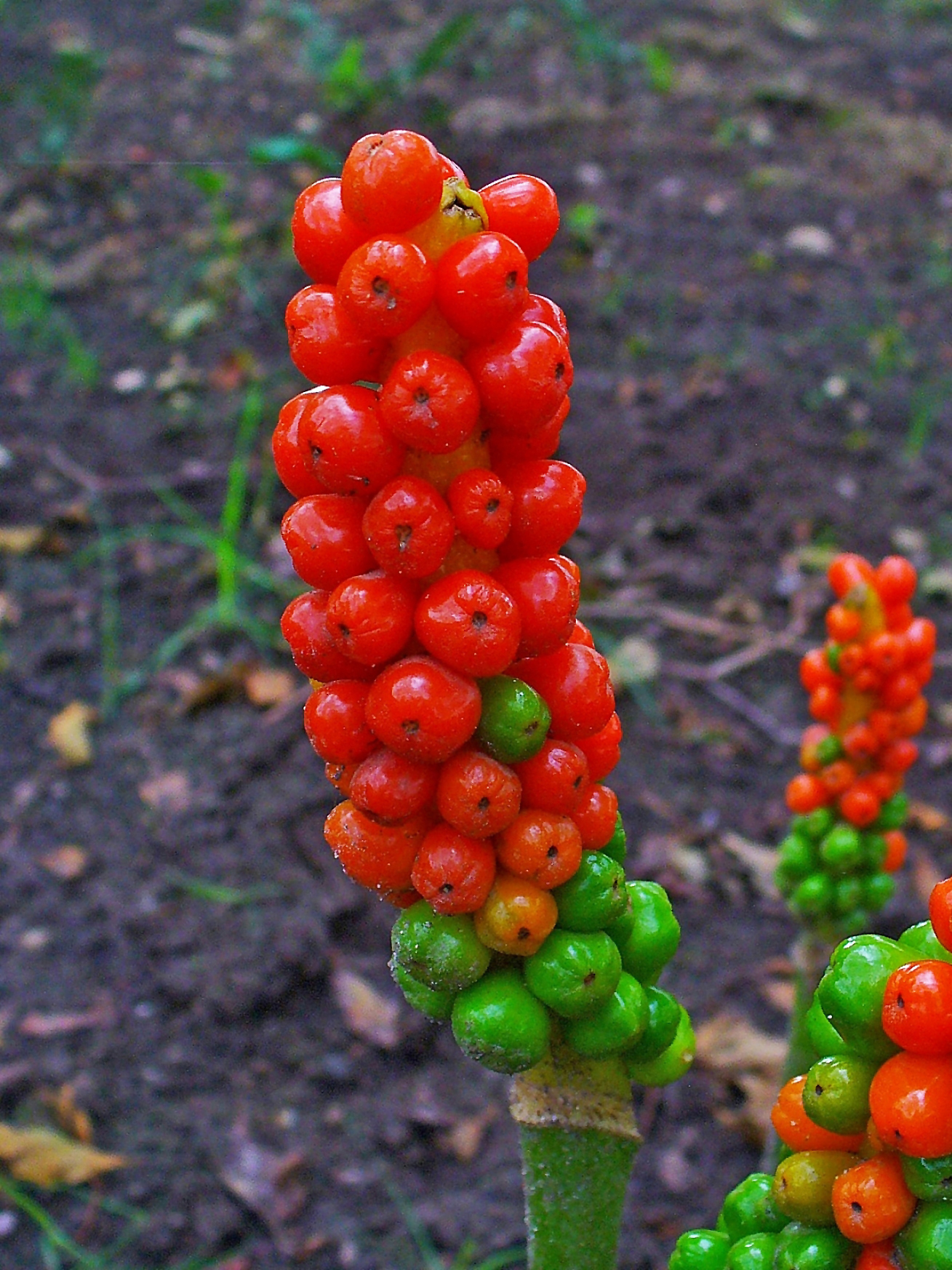
Owoce

## Biologia i ekologia
RozwójRoślina wieloletnia, kwitnąca tylko przez kilka kolejnych lat po wykiełkowaniu. W czasie kwitnienia rośliny te wytwarzają znaczną ilość ciepła (w ciągu 1 sekundy 1 gram tkanki tej rośliny wytwarza 0,4 J ciepła). Okres kwitnienia obrazków w Polsce to kwiecień – maj. Owoce dojrzewają pod koniec lata. Rozmnaża się generatywnie i wegetatywnie. Populacja rosnąca na stosunkowo niewielkiej powierzchni liczy zwykle kilkaset osobników.
SiedliskoLasy liściaste i zarośla, niektóre grądy oraz lasy łęgowe. Rośnie w miejscach wilgotnych, cienistych, w zagłębieniach terenu, dolinach cieków wodnych i źródliskach. Preferuje gleby próchniczne, bogate w składniki odżywcze.
Cechy fitochemiczneRoślina trująca, zawiera aroinę.

## Systematyka i nazewnictwo
Pozycja gatunku w obrębie rodzaju Arum według Boyce'a (1993...): podrodzaj Arum, sekcja Arum.
SynonimyArum vernale Salisb., Arisarum maculatum (L.) Raf., Arum vulgare Lam., Arum pyrenaeum Dufour in P.P.B.de Lapeyrouse, Arum immaculatum (Rchb.) Rchb., Arum malyi Schott, Arum zeleborii Schott, Arum trapezuntinum Schott ex Engl., Arum heldreichii Orph. ex Boiss.

## Zagrożenia i ochrona
Począwszy od 2001 r. gatunek objęty jest w Polsce ścisłą ochroną.
W Czerwonej liście roślin i grzybów Polski z 2006 r. gatunek uznany za wymierający w Polsce (kategoria zagrożenia E). W wydaniu z 2016 roku posiada kategorię VU (narażony). W Polskiej Czerwonej Księdze Roślin także uznany za narażony (kategoria zagrożenia VU).